# 살랄라종합경기장
살랄라종합경기장(아랍어: مجمع صلالة الرياضي, 영어: Salalah Sports Complex)는 오만, 살랄라에 위치한 다목적 경기장이다. 현재 주로 축구 경기장으로 이용되며 살랄라 SC의 홈구장으로 사용된다.